# خمس خوات وصياد (مسرحية)
مسرحية خمس خوات وصياد تأليف: سامي العلي إخراج: عيسى ذياب

## بطولة
- مشاري البلام بدور الصياد
- إلهام الفضالة بدور اخت الصياد الأولى
- شيماء علي بدور اخت الصياد الثانية
- فاطمة الصفي بدور اخت الصياد الثالثة
- بثينة الرئيسي بدور اخت الصياد الرابعة
- شجون الهاجري بدور اخت الصياد الخامسة
- فهد باسم بدور ولي العهد
- طلال باسم بدور الأمير الصغير
- حمد اشكناني بدور الوزير
- عبدالعزيز بوشهري بدور الملك